# Musekeweya
Pour les articles homonymes, voir Aube nouvelle.
Musekeweya (titre traduit du kinyarwanda en français par Aube nouvelle ou Une aube nouvelle) est un feuilleton radiophonique rwandais diffusé depuis 2004.

## Origine
Le feuilleton a été créé en 2004, soit dix ans après le génocide des Tutsi au Rwanda. Il provient d'un appel à projets lancé par l'État rwandais en 2002, auquel une ONG néerlandaise, Radio La Benevolencija Humanitarian Tools Foundation, a répondu favorablement. Avec l'appui d'Ervin Staub (en), survivant de la Shoah, professeur à l'université de Stanford et spécialiste de l'étude des génocides, auteur des Racines du mal, essai sur les génocides et les violences collectives, Radio La Benevolencija a mis sur pied, comme par la suite au Burundi, en RDC et au Soudan du Sud, un feuilleton radiophonique dont le message devait appuyer la mise en place des tribunaux gacacas, visant à régler au niveau local les différends nés du génocide. Ce programme radiophonique est conçu comme un moyen de dédramatiser les tribunaux, d'éviter que ceux-ci n'engendrent un nouveau cycle de violence.
Le fond réflexif est établi en collaboration avec le Dr Laurie Pearlman du TREATI et avec des chercheurs du département de psychologie de l'université de Yale. Avant d'être diffusé sur les ondes, le programme a été testé auprès de treize groupes de quarante auditeurs, auxquels on proposait, après écoute des épisodes pilotes, d'engager la conversation sur les sujets abordés par l'émission.

## Sujet
Le scénario du feuilleton est créé par des auteurs locaux. Le feuilleton développe des sujets du quotidien entre les habitants de deux villages fictifs, Bumanzi et Muhumuro. Ces deux villages ont une longue histoire de rivalité, et ont eu à souffrir des ordres qui leur ont été donnés par le passé par le Gouvernement central. Sans prononcer les mots Hutu et Tutsi, toujours tabous en 2014 au Rwanda, les sujets abordés sont variés, mais abordent clairement les problématiques rwandaises, avant, pendant et après le génocide des Tutsis en 1994.
Le public visé est large, englobe toute la population, notamment les plus jeunes. Les messages véhiculés par l'émission visent notamment a éduquer les populations contre les risques de la propagande et de la manipulation, ce dont ils ont pu être les victimes dans les années 1990. L'émission ne se contente pas d'aborder que les sujets relatifs au génocide rwandais, mais traite également de sujets de santé publique, comme la lutte contre le sida, ou la prévention des actes de hooliganisme, en préparation de la coupe du monde de football de 2010 en Afrique du Sud.

## Fiche technique
Le feuilleton est enregistré dans un studio à Kigali, scénarisé par Charles Lwanga Rukundo. Il est diffusé à raison de deux épisodes de 25 min par semaine, à 20 h 45, simultanément sur les fréquences de Radio La Benevolencija Rwanda et sur Radio Rwanda, ainsi qu'en streaming sur le site de cette dernière.
Le responsable local du projet est Aimable Twahirwa. Le projet est également soutenu par Oxfam International.

## Impacts
Selon une étude menée par l'ONG à la tête du projet, 84 % de la population ayant accès à une radio suivent l'émission. Des groupes de parole et des clubs d'amateurs de l'émission sont constitués un peu partout dans le pays. L'émission est bien accueillie, mettant en avant l'humain et non le discours politique.
Dans un autre domaine, Musekeweya est source d'inspiration pour les artistes. Ainsi, un projet transmédia mené depuis 2009 par la photographe Anoek Steketee et la journaliste Eefje Blankevoort, intitulé Love Radio: Episodes of Love and Hate sera diffusé sur internet à partir du 7 avril 2014 puis cent jours après, soit la durée du génocide, exposé du 11 juillet au 7 septembre 2014 au musée FOAM d'Amsterdam,.

## Annexe